# Сульфид осмия(IV)
Сульфид осмия(IV) — неорганическое соединение, 
соль металла осмия и сероводородной кислоты с формулой OsS2,
чёрные кристаллы,
не растворяется в воде.

## Получение
- Взаимодействие серы и осмия при нагревании:

{\displaystyle {\mathsf {Os+2S\ {\xrightarrow {T}}\ OsS_{2}}}}
- Пропускание сероводорода через раствор гексахлороосмата(IV) калия:

{\displaystyle {\mathsf {K_{2}[OsCl_{6}]+2H_{2}S\ {\xrightarrow {T}}\ OsS_{2}+2KCl+4HCl}}}

## Физические свойства
Сульфид осмия(IV) образует чёрные кристаллы
кубической сингонии,
пространственная группа P a3,
параметры ячейки a = 0,56188 нм, Z = 4.
Не растворяется в воде и этаноле.

## Химические свойства
- Разлагается при сильном нагревании:

{\displaystyle {\mathsf {OsS_{2}\ {\xrightarrow {T}}\ Os+2S}}}
- Окисляется при нагревании на воздухе:

{\displaystyle {\mathsf {OsS_{2}+4O_{2}\ {\xrightarrow {T}}\ OsO_{4}+2SO_{2}}}}
- Восстанавливается водородом:

{\displaystyle {\mathsf {OsS_{2}+2H_{2}\ {\xrightarrow {T}}\ Os+2H_{2}S}}}